# Sint-Gorikskerk (Brussel)

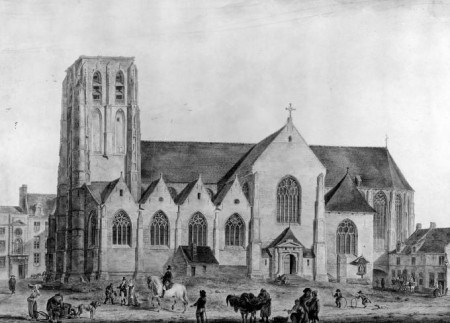
De zuidkant van de laatgotische Sint-Gorikskerk. Rechts, voor de huizen, de tunnel onder het koor.

De Sint-Gorikskerk van Brussel was een laatgotisch gebouw dat in de Franse tijd is afgebroken (1798-1801). Ze was gewijd aan de heilige Gaugericus, bisschop van Kamerijk.

## Geschiedenis
Volgens de traditie is de kerk verbonden met het ontstaan van Brussel. Ze zou gesticht zijn door Karel van Neder-Lotharingen als castrale kapel op het Groot Eiland in de Zenne. Diezelfde vorst zou er rond 985 de relieken van de heilige Goedele hebben overgebracht uit de abdij Moorsel, waarna zijn schoonzoon Lambert met de Baard rond 1010 de kapel op grotere voet bouwde. Diens zoon Lambert II Balderik haalde in 1047 het lichaam van Goedele weg uit Sint Goriks ten voordele van een nieuw gestichte kapittelkerk. Al deze informatie gaat terug op één bron, het heiligenleven van Goedele, geschreven door kanunniken die in een machtsstrijd verwikkeld waren met Sint Goriks en die niet terugschrokken voor vervalsing. Archeologisch zijn er geen sporen gevonden van een burcht of kapel. Vast staat enkel dat de Sint-Gorikskerk een eerbiedwaardige ouderdom heeft.

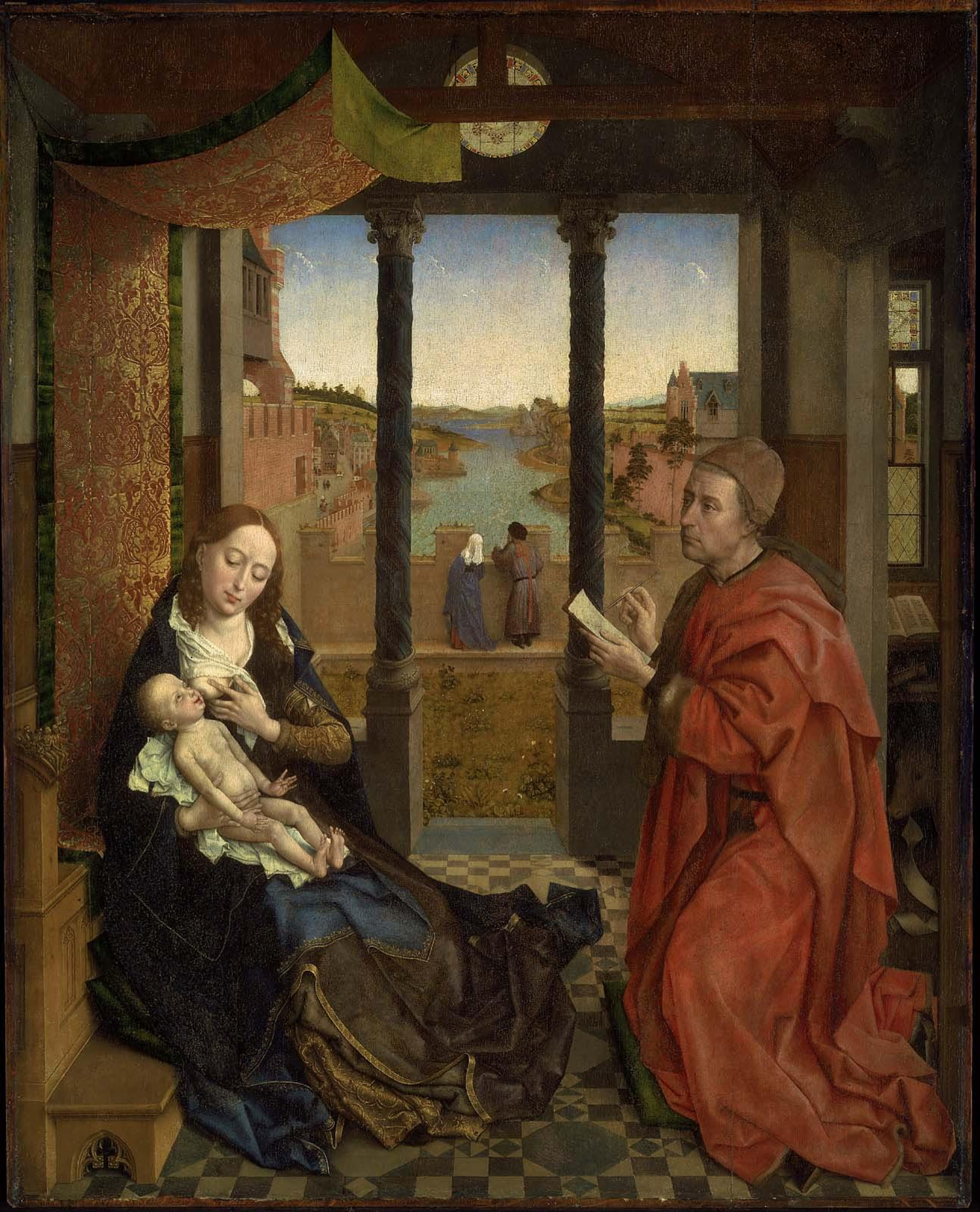
Sint-Lucas tekent Onze-Lieve-Vrouw (ca. 1435-40). Dit schilderij, tegenwoordig in het Boston Museum of Fine Arts, was waarschijnlijk voor de Sint-Gorikskerk bedoeld.

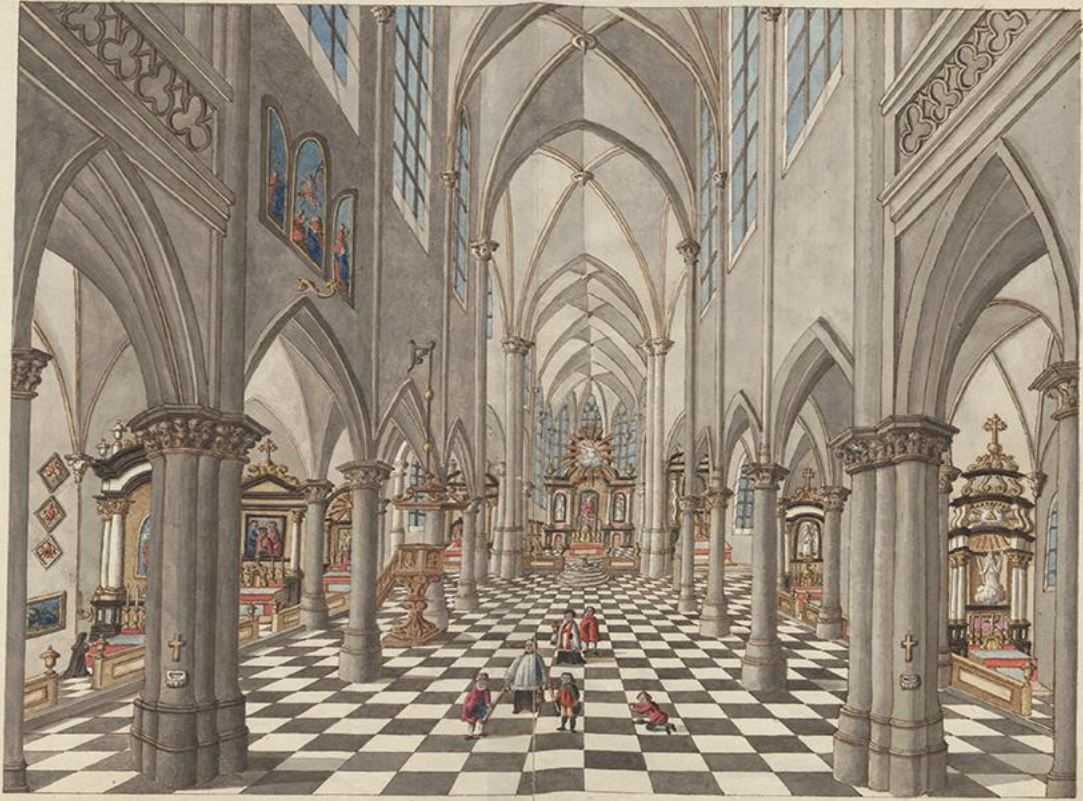
Interieur

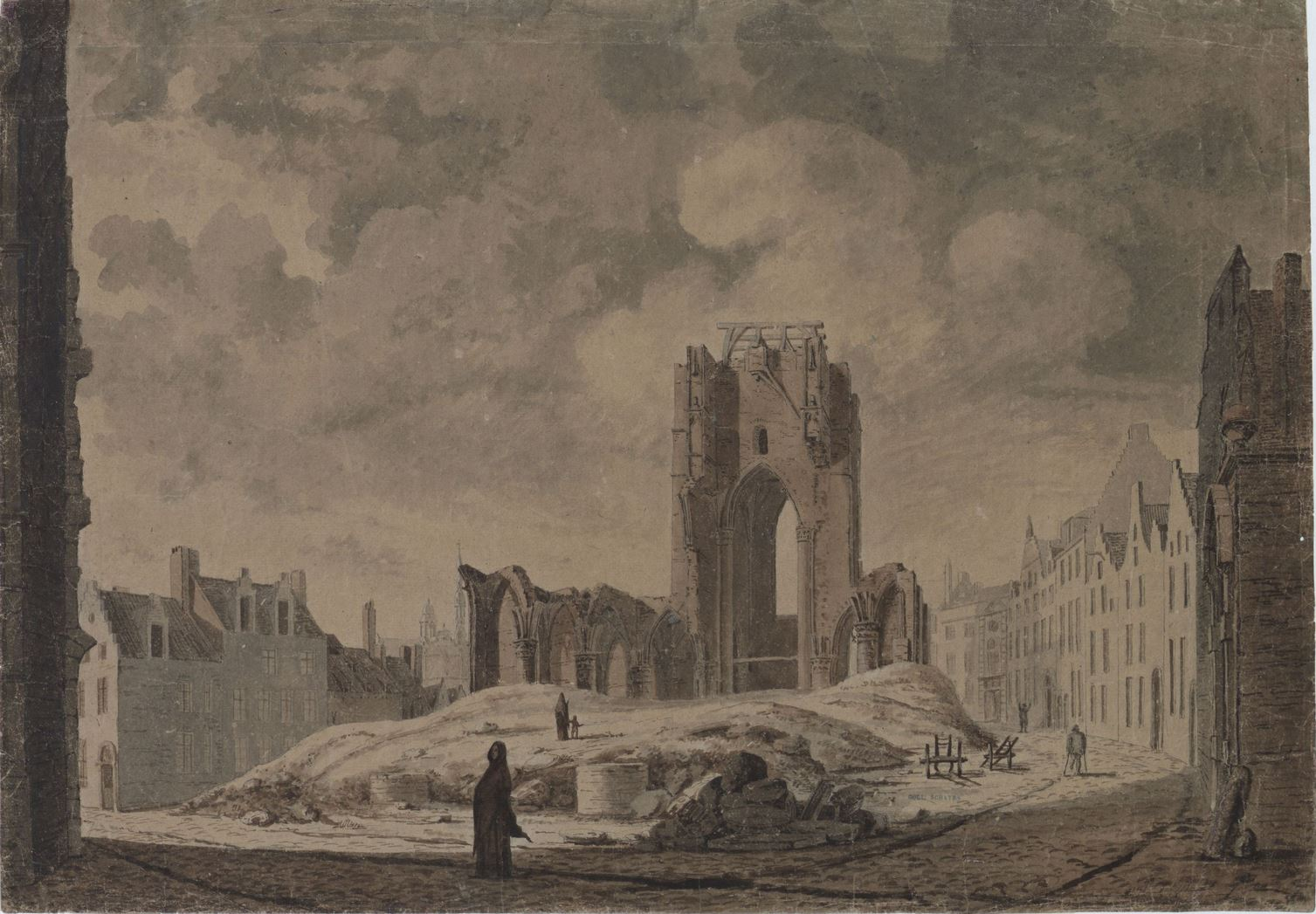
Afbraakwerken in 1799 door Paul Vitzthumb

In het conflict met de clerus van Sint Goriks trok het kapittel van Sint Goedele in 1174 aan het langst eind, door toedoen van paus Alexander III. Sint Goriks werd een bijkerk die behalve de eucharistie geen sacramenten mocht toedienen (met alle financiële gemis van dien). Eeuwenlang bleef deze kwestie opflakkeren, tot een gemeenschappelijk initiatief van stad en hof in 1520 paus Leo X ertoe bewoog een onafhankelijke Sint-Goriksparochie op te richten met een eigen doopvont en kerkhof. Onmiddellijk begon men het kleine en onderkomen gebedshuis te herbouwen in Brabantse gotiek. De nieuwe kerk kreeg een forse westtoren (1536) en werd langer gemaakt aan de koorzijde. Om geen straat in twee te moeten knippen, liep de huidige Borgwal gewoon onder het koor door. Rond 1564 was de bouw gereed.
De kerk was belangrijk in het stedelijk leven: tal van verenigingen waren eraan verbonden, waaronder het Brusselse schildersambacht. Voor hun kapel maakte Rogier van der Weyden zijn Sint-Lucas tekent Onze-Lieve-Vrouw, maar het schilderij kwam in de Sint-Michielskerk terecht (Sint-Katelijnekapel). Wel bezat de Sint Goriks werk van Michiel Coxie, Bernard van Orley, Gaspar de Crayer, Wenzel Cobergher en Theodoor van Loon. Het hoogaltaar van Paul Vredeman de Vries droeg een Laatste Avondmaal dat Joos van Winghe vóór zijn vertrek had geschilderd, volgens Van Mander t'beste dat in Nederlandt van hem te sien is. Van de schuttersgilden was de Gilde van de Handboog van Sint-Antoon en Sint-Sebastiaan (1422) vertegenwoordigd in Sint Goriks. De Broederschap van de Zeven Weeën had vanaf 1499 haar thuisbasis in de kerk en hield een jaarlijkse processie. De rederijkerskamer De Lelie had er eveneens een kapel, in 1507 overgenomen door 't Mariacranske. In de 17e eeuw kwam er een Confrerie van de heilige Dorothea, waarin de hoveniers en bloemenliefhebbers waren verenigd.
Het bombardement van 1695 spaarde de kerk grotendeels, op één kapel na. Na de instorting van het belfort in 1714 hing men de stadsklokken in de Sint-Gorikstoren. Tegen het einde van de eeuw circuleerden er afbraakplannen omdat de kerk het verkeer hinderde (1786). Ze bleef voorlopig overeind maar kwam in roerig vaarwater. In 1796 weigerden haar priesters Pletinckx en Arnaerts de eed op de grondwet af te leggen. De Brusselse rechtbank oordeelde in beroep dat de eed niet vereist was in de Belgische departementen, maar het had weinig belang: in november van dat jaar werd de Sint-Gorikskerk gesloten en twee jaar later verkocht als nationaal goed. De koper zou een Turk geweest zijn met de naam Amor. De kerkschatten werden verdeeld over de nabijgelegen Rijkeklarenkerk en Onze-Lieve-Vrouw van Goede Bijstand. Na de afbraak werd het Sint-Goriksplein een open ruimte, tot de bouw van de Sint-Gorikshallen in 1881.

## Begraven
- Barend Van Orley (1541)
- Pieter Coecke van Aelst (1550)
- Jan Cornelisz Vermeyen (1559)
- Hendrick de Clerck (1630)
- Jan Cosijn (1708)

## Voetnoten
1. ↑  De bul dateert van 9 april 1174. Hertog Hendrik I van Brabant schaarde zich in 1201 achter de pre-eminentie van het kapittel.
2. ↑  Emily S. Thelen (red.), The Seven Sorrows Confraternity of Brussels. Drama, Ceremony, and Art Patronage (16th-17th Centuries), 2015, ISBN 978-2-503-55333-7
3. ↑  Alphonse Wauters, Le bombardement de Bruxelles en 1695, 1848, p. 31-32